# Nicolas Pépé
Nicolas Pépé (Mantes-la-Jolie, 1995. május 29. –) elefántcsontparti válogatott labdarúgó, a spanyol Villarreal csapatában játszik. Posztját tekintve támadó.

## Pályafutása

### Klubcsapatokban
Pépé pályafutását a Poitiersben kezdte a francia ötödosztályban. 

#### Angers
2013-ban aláírt az Angershez. Első szezonját az tartalék csapatban töltötte.
2014. augusztus 24-én debütált a felnőtt csapatban, egy 2-1-re elvesztett visszavágó mérkőzésen az Arles-Avignon ellen a Ligakupában. Az első Ligue 2 mérkőzése egy 1-1-es döntetlen alkalmával volt az Ajaccio ellen.
A 2015-16-os szezont kölcsönben töltötte az Orléans csapatánál, amellyel sikerült feljutnia a Championnat de France Nationalba, azaz a harmadosztályba. Miután 2017-ben visszatért az Angershez egy 0-1-re elvesztett mérkőzésen debütált az élvonalban a Paris Saint-Germain ellen.

#### Lille
2017. június 27-én egy öt évre szóló szerződést írt alá a Lille csapatához, 10 millió euróért cserébe váltott klubot.
2018. szeptember 15-én mesterhármast lőtt egy 3-2-re megnyert mérkőzésen az Amiens ellen. Másnap a klub elnöke, Gerard López megerősítette, hogy érdeklődik Pépé iránt a Barcelona. 2019. április 14-én egy gólt lőtt és két gólpasszt adott a PSG elleni 5-1-re megnyert bajnoki találkozón. A 2018-19-es szezon góllövő listáján 22 góllal a második helyen végzett a PSG-ben játszó Kylian Mbappé mögött.

#### Arsenal
2019. augusztus 1-jén az Arsenalhoz szerződött.

#### Villarreal
2024. augusztus 4-én ingyen szerződtette a Villarreal.

### A válogatottban
Pépé Franciaországban született, de szülei elefántcsontpartiak, ezért játszhat az elefántcsontparti válogatottban, ahová először 2016 novemberében kapott meghívást. November 15-én egy Franciaország elleni barátságos mérkőzésen debütált címeres mezben.

## Statisztika

### Klubcsapatokban
Frissítve: 2020. június 28.
|                      |                |                      |               |           |               |              |               |          |               |       |               |          |
| Klub                 | Szezon         | Bajnokság            | Bajnokság     | Bajnokság | Nemzeti kupa  | Nemzeti kupa | Ligakupa      | Ligakupa | Egyéb         | Egyéb | Összesen      | Összesen |
| Klub                 | Szezon         | Bajnokság            | Pályára lépés | Gól       | Pályára lépés | Gól          | Pályára lépés | Gól      | Pályára lépés | Gól   | Pályára lépés | Gól      |
| Angers               | 2014–15        | Ligue 2              | 7             | 0         | —             | —            | 1             | 0        | —             | —     | 8             | 0        |
| Angers               | 2016–17        | Ligue 1              | 33            | 3         | 5             | 0            | 1             | 0        | —             | —     | 39            | 3        |
| Angers               | Összes         | Összes               | 40            | 3         | 5             | 0            | 2             | 0        | —             | —     | 47            | 3        |
| Orléans (kölcsönben) | 2015–16        | Championnat National | 29            | 7         | 2             | 1            | 1             | 0        | —             | —     | 32            | 8        |
| Orléans (kölcsönben) | Összes         | Összes               | 29            | 7         | 2             | 1            | 1             | 0        | —             | —     | 32            | 8        |
| Lille                | 2017–18        | Ligue 1              | 36            | 13        | 2             | 1            | —             | —        | —             | —     | 38            | 14       |
| Lille                | 2018–19        | Ligue 1              | 38            | 22        | 2             | 1            | 1             | 0        | —             | —     | 41            | 23       |
| Lille                | Összes         | Összes               | 74            | 35        | 4             | 2            | 1             | 0        | —             | —     | 79            | 37       |
| Arsenal              | 2019–20        | Premier League       | 26            | 5         | 3             | 1            | —             | —        | 6             | 2     | 35            | 8        |
| Arsenal              | Összes         | Összes               | 26            | 5         | 3             | 1            | —             | —        | 6             | 2     | 35            | 8        |
| Karrier összes       | Karrier összes | Karrier összes       | 169           | 50        | 14            | 4            | 4             | 0        | 6             | 2     | 193           | 56       |

### Válogatottban
Frissítve: 2020. június 28.
| Válogatott       | Év     | Pályára lépés | Gól |
| ---------------- | ------ | ------------- | --- |
| Elefántcsontpart | 2016   | 1             | 0   |
| Elefántcsontpart | 2017   | 6             | 0   |
| Elefántcsontpart | 2018   | 4             | 3   |
| Elefántcsontpart | 2019   | 9             | 1   |
| Elefántcsontpart | Összes | 20            | 5   |

## Sikerei, díjai

### Klubokban

#### Arsenal
- Fa-kupa – győztes: 2019–20

#### Egyéni
- UNFPLigue 1 Az év csapata: 2019[17]
- Marc-Vivien Foé-díj: 2019[18]

- UNFPLigue 1 A hónap játékosa: 2018 szeptember, 2019 január
- Lille OSC A szezon játékosa: 2018–19

## Fordítás
Ez a szócikk részben vagy egészben  a   Nicolas Pépé című angol Wikipédia-szócikk fordításán alapul.  Az eredeti cikk szerkesztőit annak laptörténete sorolja fel. Ez a jelzés csupán a megfogalmazás eredetét és a szerzői jogokat jelzi, nem szolgál a cikkben szereplő információk forrásmegjelöléseként.